# Oleksandr Fedenko
Oleksandr Oleksandrovych Fedenko (em ucraniano:  Олександр Олександрович Феденко; Kiev, 20 de dezembro de 1970) é um ex-ciclista olímpico ucraniano. Fedenko representou sua nação nos Jogos Olímpicos de Verão de 1996 e 2000 e conquistou uma medalha de bronze na prova de perseguição por equipes em 2000.